# Вінес (Техас)
Вінес (англ. Venus) — місто (англ. town) в США, в округах Джонсон і Елліс штату Техас. Населення — 4361 особа (2020).

## Географія
Вінес розташований за координатами 32°25′51″ пн. ш. 97°6′8″ зх. д. / 32.43083° пн. ш. 97.10222° зх. д. (32.430759, -97.102268).  За даними Бюро перепису населення США в 2010 році місто мало площу 7,74 км², з яких 7,73 км² — суходіл та 0,00 км² — водойми.

## Демографія
Згідно з переписом 2010 року, у місті мешкало 2960 осіб у 631 домогосподарстві у складі 505 родин. Густота населення становила 383 особи/км².  Було 678 помешкань (88/км²).
Расовий склад населення:
| - 79,4 % — білих - 13,2 % — чорних або афроамериканців - 1,7 % — азіатів - 0,5 % — корінних американців - 0,1 % — вихідців з тихоокеанських островів - 2,8 % — осіб інших рас |

До двох чи більше рас належало 2,4 %. Частка іспаномовних становила 24,8 % від усіх жителів.
За віковим діапазоном населення розподілялося таким чином: 20,9 % — особи молодші 18 років, 73,8 % — особи у віці 18—64 років, 5,3 % — особи у віці 65 років та старші. Медіана віку мешканця становила 33,8 року. На 100 осіб жіночої статі у місті припадало 202,3 чоловіків;  на 100 жінок у віці від 18 років та старших — 250,3 чоловіків також старших 18 років.
Середній дохід на одне домашнє господарство  становив 60 297 доларів США (медіана — 46 886), а середній дохід на одну сім'ю — 70 548 доларів (медіана — 57 014). За межею бідності перебувало 9,9 % осіб, у тому числі 10,8 % дітей у віці до 18 років та 7,7 % осіб у віці 65 років та старших.
Цивільне працевлаштоване населення становило 978 осіб. Основні галузі зайнятості: освіта, охорона здоров'я та соціальна допомога — 21,3 %, виробництво — 18,7 %, роздрібна торгівля — 18,0 %.